# Hoplopleura thurmanae
Hoplopleura thurmanae är en insektsart som beskrevs av Johnson 1959. Hoplopleura thurmanae ingår i släktet Hoplopleura och familjen gnagarlöss. Inga underarter finns listade i Catalogue of Life.